# الوترا جنوبی

الوترا جنوبی (به لاتین: South Eleuthera)  یک شهرستان در باهاما است که در جزیره الوترا واقع شده‌است.